# Piazza Barberini
Piazza Barberini (pol. Plac Barberinich) – rzymski plac zlokalizowany w rionie Trevi, w historycznym centrum miasta.
Nazwa placu dedykowana papieżowi Urbanowi VIII z rodu Barberinich w 1625.

## Lokalizacja
Plac usytuowany jest w sensie georgaficznym w siodle pomiędzy Kwirynałem i Horti Sallustiani, u szczytu Via del Tritone, na skrzyżowaniu z Via Sistina. Przy placu znajduje się stacja metra Barberini - Fontana di Trevi.

## Instytucje i zabytki
W centralnej części placu Fontanna Trytona wykonana według projektu Berniniego w 1643, na życzenie papieża Urbana VIII. Wykonano ją z trawertynu. Przedstawia cztery delfiny podtrzymujace ogonami trytona. W grupie rzeźbiarskiej umieszczono podwójny herb papieża fundatora.
W narożniku z Via Veneto znajduje się druga fontanna – Fontana delle Api – z pszczołami z herbu Urbana VIII (wykonana w 1644, umieszczona 1917).
W górę od Piazza Barberini pnie się via Veneto, utrwalona w filmie La dolce vita Federico Felliniego z 1960. Na Piazza Barberini odbył się przedstawiony w filmie Fantozzi va in pensione Ugo Fantozziego z 1988 wyścig Fiatów Bianchina.
Z placu, aż do XVIII wieku, wyruszał kondukt ze zwłokami odnalezionymi ze zniekształconymi twarzami, by mieszkańcy mogli rozpoznać swoich krewnych.

### Pałace
- Palazzo Barberini z 1625, na zamówienie kardynała Francesco Barberiniego[3]
- hotel Bernini Bristol

### Fontanny
- Fontana del Tritone
- Fontana delle Api

### Przecznice
- Via del Tritone
- Via Sistina
- Via della Purificazione
- Via Veneto
- Via di San Basilio
- Via di San Nicola da Tolentino
- Via Barberini
- Via delle Quattro Fontane